# Ethlorvinol
Ethlorvinol je GABA-ergični sedativni i hipnotički/soporifični lek koji je razvio Pfizer tokom 1950-ih. On se koristio za tretiranje insomnije, ali je uglavnom potisnut drugim lekovima. On se koristi u slučajevima intolerancije ili alergije na druge lekova. U Sjedinjenim Državama ga je prodalo preduzeće Abot laboratorije pod trgovačkim imenom Placidil. Placidil je bio dostupan u kapsulama punjenim gelom od 200 mg, 500 mg i 750 mg. Dok su kapsule od 500 mg i 750 mg bile za upotrebu za smanjenje latencije spavanja, kapsule od 200 mg su bile namenjene da se koriste za ponovno izazivanje sna u slučaju ranog buđenja. Abot je prekinuo proizvodnju 1999. godine, zbog toga što je zamenjen porodicom benzodiazepina i njegove raširene zloupotrebe, nakon čega je Placidil bio dostupan oko godinu dana u Sjedinjenim Državama. Iako bi, teoretski, ethlorvinol mogao da se proizvodi za tržište u Sjedinjenim Državama od strane druge farmaceutske kompanije (podložno FDA odobrenju takve proizvodnje), nijedna farmaceutska kompanija nije odlučila da to učini. Osobe sa validnim receptom za supstancu mogu legalno da transportuju razumnu količinu etklorvinola sa sobom u Sjedinjene Države.

## Literatura
Anvisa (2023-03-31). „RDC Nº 784 - Listas de Substâncias Entorpecentes, Psicotrópicas, Precursoras e Outras sob Controle Especial” [Collegiate Board Resolution No. 784 - Lists of Narcotic, Psychotropic, Precursor, and Other Substances under Special Control] (на језику: португалски). Diário Oficial da União (објављено 2023-04-04). Архивирано из оригинала 2023-08-03. г. Приступљено 2023-08-16.

## Spoljašnje veze
- „Electronic Orange Book: Approved Drug Products with Therapeutic Equivalence Evaluations”. Food and Drug Administration. Приступљено 12. 12. 2005.

|  | Molimo Vas, obratite pažnju na važno upozorenje u vezi sa temama iz oblasti medicine (zdravlja). |